# Canton du Beausset
Pour les articles homonymes, voir Bausset.
Le canton du Beausset est une ancienne division administrative française située sur la côte méditerranéenne du département du Var, en région Provence-Alpes-Côte d'Azur.

## Géographie
Ce canton est organisé autour du Beausset dans l'arrondissement de Toulon. Son altitude varie de 0 m (Saint-Cyr-sur-Mer) à 1 148 m (Signes) pour une altitude moyenne de 268 m.

## Représentation

### Conseillers généraux de 1833 à 2015
| Période      | Période          | Identité                                   | Étiquette                  | Qualité |
| ------------ | ---------------- | ------------------------------------------ | -------------------------- | --- |
| 1833         | 1833 (démission) | Balthazard Isnard de Cancelade (1792-1869) |                            | Licencié en droit Propriétaire à Signes |
| 1833         | 1842             | M. Arnaud                                  |                            | Avocat à Brignoles |
| 1842         | 1846 (décès)     | Vicomte Frédéric Portalis (1804-1846)      | Centre droit               | Avocat puis conseiller à la Cour royale de Paris député (1835-1837 et 1846)                                                                                       |
| 1846         | 1852             | Jean-Baptiste de Villeneuve-Bargemon       | Droite                     | Capitaine de vaisseau en retraite au Beausset Député (1849-1851)                                                                                                  |
| 1852         | 1868             | Jacques Victor François Sicard             |                            | Avocat - Propriétaire Maire du Beausset (1848-1868) |
| 1868         | 1870             | Charles Jules de Surville (1818-1879)      |                            | Vice-amiral, Préfet maritime à Toulon |
| 1870         | 1871             | Amédée Artaud (1805-1876)                  |                            | Propriétaire, président de la commission municipale du Beausset                                                                                                   |
| 1871         | 1883             | Jean Baptiste Amédée Gamel (1804-1888)     | Droite                     | Président honoraire du Tribunal civil de Marseille |
| 1883         | 1889             | Pierre François Albert Gardon (1840-1890)  | Républicain                | Adjoint au Maire - Négociant à Toulon |
| 1889         | 1895             | Bernard Cunéo (1834-1901)                  | Républicain                | Médecin principal de la Marine à Toulon, Inspecteur général du service de santé                                                                                   |
| 1895         | 1901             | Jean-Baptiste Marie Gairard                | Républicain                | 1er juge au tribunal de commerce, Membre de la chambre de commerce de Marseille, Négociant à Marseille                                                            |
| 1901         | 1919             | Vincent Négrel                             | Socialiste                 | Propriétaire - Maire de La Cadière |
| 1919         | 1931             | Paul Barthélemy                            | Union républicaine sociale | Maire du Beausset |
| 1931         | 1937             | Victor Rougier                             | SFIO puis PSdF             | Propriétaire Maire du Beausset (1926-1935) |
| 1937         | 1940             | Marius Mari (1895-1985)                    | PC-SFIC                    | Hôtelier Maire du Beausset (1935-1940, 1945-1959) |
|              |                  |                                            |                            | |
| 1943         | 1945             | Rodolphe Sorba                             |                            | Directeur de l'Union gazière du Sud-Est Maire de Saint-Cyr (1939-1944) Nommé conseiller départemental en 1943 Président du Conseil départemental (1943-1945)      |
|              |                  |                                            |                            | |
| 1945         | 1955             | Athanase Bonifay                           | SFIO                       | Courtier en vins Maire de La Cadière (1929-1941 et 1944-1955) |
| 1955         | 1964             | Emile Désirat                              | app. SFIO                  | Maire de Saint-Cyr-sur-Mer |
| 1964         | 1976             | Gabriel Polge de Combret                   | RI                         | Maire du Beausset (1959-1987) |
| 1976         | 1982             | Auguste Amic                               | PS puis DVG                | Conseiller juridique Sénateur (1972-1977) Maire de Saint-Cyr-sur-Mer (1971-1977)                                                                                  |
| 1982         | 1987 (décès)     | Gabriel Polge de Combret                   | UDF                        | Maire du Beausset (1959-1987) |
| Février 1988 | Avril 2015       | Josette Pons                               | UDF-DL puis UMP            | Députée du Var (2002-2017) Vice-Présidente du Conseil Général Maire de Saint-Cyr-sur-Mer (1983-1989) Maire du Beausset (1995-2002) Maire de Brignoles (2014-2017) |

### Conseillers d'arrondissement (de 1833 à 1940)
| Période                                  | Période           | Identité                                    | Étiquette                  | Qualité |
| ---------------------------------------- | ----------------- | ------------------------------------------- | -------------------------- | --- |
| 1833                                     | 1834 (annulation) | Louis-Étienne-Barthélemy Giraud (1790-1878) |                            | Négociant en vins, propriétaire au Beausset                                                                 |
| 1834                                     | 1836              | Pierre-Laurent Gairouard (1796-1868)        |                            | Propriétaire à Saint-Cyr                                                                                    |
| 1836                                     | 1842              | Joseph-Honoré Artaud (1776-1857)            |                            | Propriétaire, maire du Beausset                                                                             |
| 1842                                     | 1848              | François-Antoine Barthélemy                 |                            | Notaire au Beausset                                                                                         |
| 1848                                     | 1867              | Benjamin Asquier (1807-1888)                |                            | Notaire, maire de Signes                                                                                    |
| 1867                                     | 1870              | Louis-Joseph-Isidore Cachard (1819-1876)    |                            | Négociant, maire de La Cadière                                                                              |
| 1870                                     | 1871              | Benjamin Asquier                            |                            | Notaire, maire de Signes                                                                                    |
| 1871                                     | 1877              | Joseph-Jean-Baptiste Garnier                |                            | Propriétaire à Signes                                                                                       |
| 1877                                     | 1883              | Paul-Louis-Auguste Ramel                    |                            | Propriétaire, maire de Saint-Cyr                                                                            |
| 1883                                     | 1889              | Roger Moutte                                |                            | Propriétaire, maire de Saint-Cyr                                                                            |
| 1889                                     | 1895              | Joseph-Florimond Izard                      |                            | Adjoint du Génie en retraite, propriétaire à Saint-Cyr                                                      |
| 1895                                     | 1904              | Gustave Trotobas                            | Radical                    | Propriétaire à Signes                                                                                       |
| 1904                                     | 1919              | Théophile Aurran                            | PRS                        | Charron, propriétaire au Beausset                                                                           |
| 1919                                     | 1922              | Félix Bénet                                 |                            | Maire de Saint-Cyr-sur-Mer                                                                                  |
| 1922                                     | 1940              | Marius Blanc                                | proche de la SFIO puis PRS | Courtier en vins, adjoint au maire de La Cadière                                                            |
| 1940                                     |                   |                                             |                            | Les conseils d'arrondissement ont été suspendus par la loi du 12 octobre 1940 et n'ont jamais été réactivés |
| Les données manquantes sont à compléter. |                   |                                             |                            | |

## Composition
Le canton du Beausset groupe 6 communes et compte 33 252 habitants (recensement de 2010 sans doubles comptes).
| Nom                     | Code Insee | Intercommunalité    | Superficie (km2) | Population (dernière pop. légale) | Densité (hab./km2) |
| ----------------------- | ---------- | ------------------- | ---------------- | --------------------------------- | ------------------ |
| Le Beausset (chef-lieu) | 83016      | CA Sud Sainte Baume | 35,95            | 9 417 (2014)                      | 262                |
| La Cadière-d'Azur       | 83027      | CA Sud Sainte Baume | 37,42            | 5 514 (2014)                      | 147                |
| Le Castellet            | 83035      | CA Sud Sainte Baume | 44,77            | 4 019 (2014)                      | 90                 |
| Riboux                  | 83105      | CA Sud Sainte Baume | 13,48            | 39 (2014)                         | 2,9                |
| Saint-Cyr-sur-Mer       | 83112      | CA Sud Sainte Baume | 21,15            | 12 262 (2014)                     | 580                |
| Signes                  | 83127      | CA Sud Sainte Baume | 133,10           | 2 755 (2014)                      | 21                 |

## Démographie
| 1962  | 1968   | 1975   | 1982   | 1990   | 1999   | 2006   | 2009 |
| ----- | ------ | ------ | ------ | ------ | ------ | ------ | ---- |
| 8 663 | 10 337 | 12 752 | 16 838 | 21 726 | 26 726 | 32 423 | -    |